# 21602 Ialmenus
21602 Ialmenus este o planetă minoră (asteroid), cu un diametru de 16,353 km, din Asteroid troian al lui Jupiter. A fost descoperită pe 17 decembrie 1998 la Observatorul Kleť de Miloš Tichý⁠(d). 
Obiectul prezintă o orbită caracterizată de o semiaxă mare de 5,2045169 UAi, o excentricitate de 0,062, o înclinație de 7,94227 ° în raport cu ecliptica.